# Exaile
Exaile（エクセール）は、クロスプラットフォームの自由かつオープンソースのオーディオ・プレイヤーである。タグエディタやライブラリ整理の機能も有している。当初は KDE の Amarok 1.4 に似たスタイルと機能を持つように設計されたが、Qt ではなく GTK ウィジェットツールキットを使用している。Python で書かれており、GStreamer メディアフレームワークを利用している。
Exaileには、アルバムアートの自動取得、大規模ライブラリの処理、歌詞の取得、Last.fmのサポート、高度なタグ編集、プラグインによるオプションのiPodおよびMSCデバイスのサポートなど、Amarok（および他のメディアプレーヤー）の多くの機能が組み込まれている。
一般的な音楽プレーヤーと比較して、Exaile はすべての音楽ファイルを大量に独自のデータベース構造にインポートすることなく、大規模な音楽ライブラリを扱うことができる。これを実現するために、Exaile では、タグ、グループタグ、スマートプレイリスト、ジャンル、保存場所など、さまざまな方法でライブラリを整理できる。
さらに、Exaileは、ReplayGainサポート、プリセット付きイコライザー、セカンダリサウンドカード経由のトラックのプレビュー、Moodbar統合などの機能を提供するプラグインをサポートしている。